# روث كورير
روث كورير (بالإنجليزية: Ruth Currier)‏ هي معلمة موسيقى أمريكية، ولدت في 4 يناير 1926 في آشلاند في الولايات المتحدة، وتوفيت في 4 أكتوبر 2011 في نيويورك في الولايات المتحدة بسبب مرض.